# Moritz von Büren

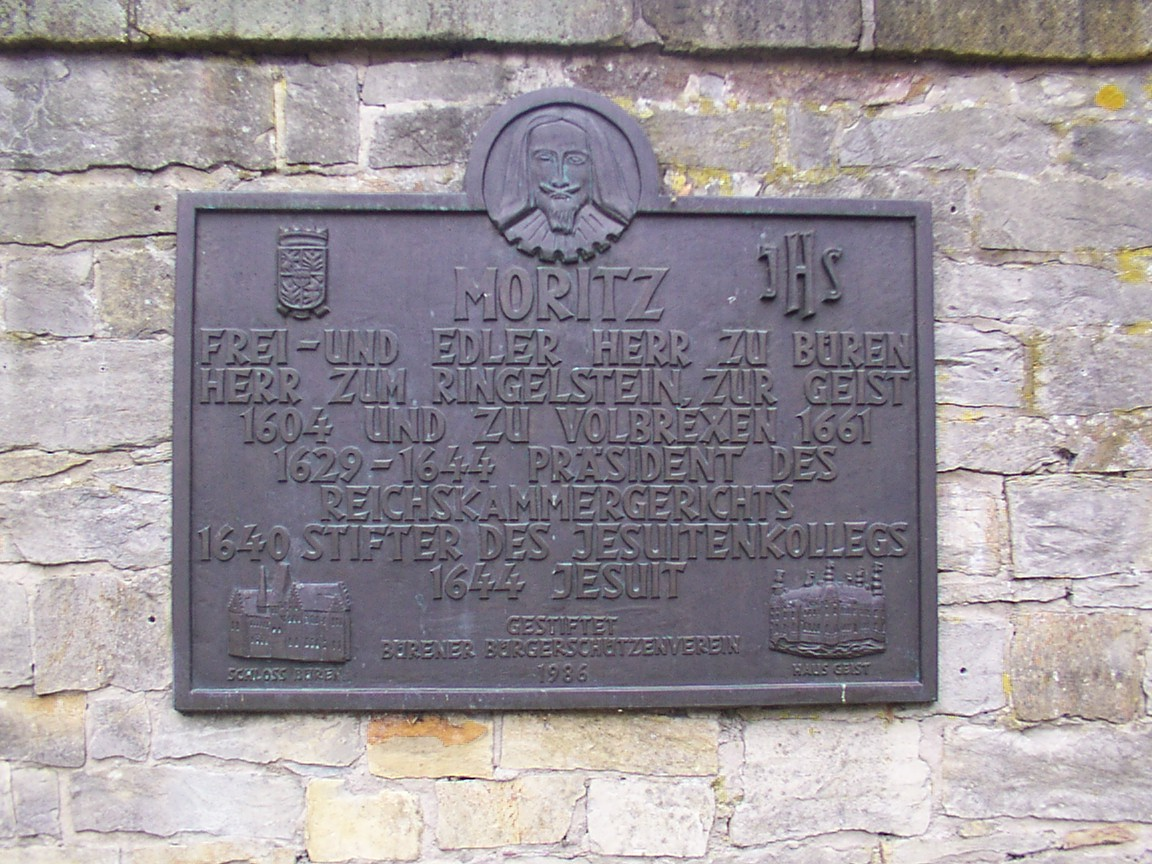
Gedenktafel in Büren

Moritz von Büren (* 12. Februar 1604 in Büren im Hochstift Paderborn; † 7. November 1661 in Oelde) war der letzte Freiherr von Büren, Präsident des Reichskammergerichts in Speyer von 1629 bis 1632 und Stifter eines Kollegs, dem heutigen Mauritius-Gymnasium, der Moritz-von-Büren-Schule und einer Kirche in Büren, im Volksmund Jesuitenkirche genannt.

## Leben
Weil Moritz von Bürens Vater, Joachim von Büren, zusammen mit Moritz von Hessen-Kassel erzogen worden und, wie dieser, zum Calvinismus übergetreten war, wurde Moritz von Hessen zum Taufpaten. Im Alter von 9 Jahren trat Moritz von Büren 1613 jedoch zum katholischen Glauben über. Er folgte darin seiner Mutter, Elisabeth von Loë, die drei Jahre nach dem Tod des Vaters ebenfalls konvertiert war. Zu dieser Zeit gewann unter Dietrich von Fürstenberg, dem Fürstbischof von Paderborn, die Gegenreformation immer mehr an Boden. Die Gründung eines Jesuitenkollegs in Paderborn, an dem dann auch die Ausbildung von Moritz von Büren erfolgte, trug dazu maßgeblich bei. Dem calvinistischen Taufpaten aus Hessen gefiel nicht, dass Moritz von Büren am Jesuitenkolleg ausgebildet wurde. Er versuchte deshalb, Moritz zur Ausbildung nach Marburg zu schicken. Moritz von Büren entzog sich diesen Bemühungen jedoch, indem er zuerst nach Köln, 1621 nach Douai ging, um Rechtswissenschaft zu studieren. Nach Abschluss seines Studiums ging er auf Reisen. Er hielt sich lange in Frankreich, Spanien und Italien auf, wurde von Ludwig XIII. und Papst Urban VIII. empfangen. Vergeblich bat er den Jesuitengeneral Mutio Vitelleschi um die Aufnahme in den Jesuitenorden, studierte aber auf dessen Anraten Kirchenrecht in Rom, wo er sich 1625 anlässlich des Heiligen Jahres aufhielt.
1629 trat Moritz von Büren das Amt des Präsidenten des Reichskammergerichts in Speyer an, das er aber 1632, als seine Mutter starb, ruhen ließ, um nach Büren zurückzukehren. Dort verwaltete er während der schlimmsten Zeit des Dreißigjährigen Krieges seine Ländereien selbst. Zwischen dem 23. Dezember 1630 und dem 15. April 1631 ließen der Edelherr Moritz von Büren und sein vertrauter Balthasar Bönninghausen in der Herrschaft Büren 55 „Hexen“ hinrichten.
1640 verfasste Moritz von Büren sein Testament, in dem er sein gesamtes Vermögen dem Jesuitenorden überschrieb, und zwar unter der Auflage, dass „der Orden der Gesellschaft Jesu vor allem, sobald als tunlich, aus meinem Haus Büren ein Noviziat oder Studium oder auch Kolleg der obengenannten Gesellschaft Jesu machen solle mit dem Bau einer schönen Kirche dabei.“ (Zitat aus dem Testament des Moritz von Büren).
Als 1643 die Verhandlungen zum Westfälischen Frieden begannen, sah Moritz erneut eine Chance, in den Jesuitenorden aufgenommen zu werden. Am 21. April 1644, im Alter von 41 Jahren, trat er schließlich, nachdem er dem Kaiser sein Entlassungsgesuch vorgelegt hatte, als Novize in die Societas Jesu ein und wurde nach den Exerzitien zum Priester geweiht.
Über sein Testament kam es in den folgenden Jahren zu Rechtsstreitigkeiten mit seinen Verwandten, die über ein Jahrzehnt andauerten. Nach den langen Verhandlungen gelang es dem paderbornischen Jesuiten Vitus Georg Tönnemann aber, einen Vergleich zu erreichen, so dass Moritz’ Wunsch nach einem Kolleg und einer Kirche in Büren nichts mehr im Weg stand.
Moritz starb am 7. November 1661 im Haus Geist in Oelde, wo er sich zur Jagd aufhielt. Er wurde in der Petrikirche in Münster begraben.

## Ehrungen
Die im Jahre 2006 neugebaute Westfälische Schule für Gehörlose in Büren wurde zu Ehren des Freiherrn in Moritz-von-Büren-Schule umbenannt.